# Права человека в Мьянме
Статья рассматривает проблемы соблюдения прав человека в Мьянме, которая в период правления военной диктатуры считалась в этом отношении одной из самых неблагополучных стран (по мнению ряда международных правозащитных организаций и официальных лиц из ООН). В статье описаны примеры государственного терроризма по отношению к гражданскому населению и отдельным этническим группам, состояние свободы слова и положение общественных объединений в Мьянме.
Ситуация с правами человека в Мьянме при установившемся там военном режиме считается одной из худших в мире. Международные правозащитные организации, включая Human Rights Watch, Amnesty International и Американскую Ассоциацию развития науки неоднократно документировали и осуждали широко распространённые нарушения прав человека в Мьянме.
В 2011 году в стране насчитывалось более 2 тыс. политических заключённых, включая 429 членов НЛД, победивших на выборах 1990 года. Согласно статистическим данным Ассоциации содействия политическим заключённым, в 2013 году в бирманских тюрьмах находилось около 100 политических заключённых.
В марте 2017 года комитет в составе трёх членов Совета по правам человека Организации Объединённых Наций провёл расследование для установления случаев нарушения. Целью этого расследования было установить факты и обстоятельства предполагаемых недавних нарушений прав человека и злоупотребления своими полномочиями военными и силами безопасности в Мьянме, что делалось для обеспечения полной ответственности виновных и правосудия для жертв. К сожалению, правительство Мьянмы не оказало помощи в расследовании, а напротив, запретило специальному докладчику ООН по положению в области прав человека в Мьянме въезд в страну.
Принудительный труд, торговля людьми и детский труд широко распространены в Мьянме. Бирманская военная хунта, которая известна использованием сексуального насилия в качестве инструмента контроля, есть сведения о систематических изнасилованиях и взятии сексуальных рабынь военными. Эта практика продолжалась в 2012 году

## Реакция
9 ноября 2012 года Саманта Пауэр, специальный помощник президента США Барака Обамы по правам человека, написала в блоге Белого дома в преддверии визита президента, что серьёзные нарушения прав человека в отношении гражданских лиц в ряде регионов продолжаются, в том числе в отношении женщин и детей.
Генеральная Ассамблея Организации Объединённых Наций неоднократно призывала бывшие военные правительства Бирмы уважать права человека. В ноябре 2009 года Генеральная Ассамблея приняла резолюцию, решительно осуждающую продолжающиеся систематические нарушения прав человека и основных свобод и призывающую правящую бирманскую военную хунту принять срочные меры для прекращения нарушений международных прав человека и гуманитарного права.
Миссия по установлению случаев нарушения выявила и сообщила, что силы безопасности в Мьянме совершили серьёзные нарушения международного права, «которые требуют уголовного расследования и судебного преследования», а именно преступления против человечности, военные преступления и геноцид.

## Свобода религии, права меньшинств и внутренний конфликт
Были собраны доказательства, свидетельствующие о том, что бирманский режим выделил определённые этнические меньшинства, такие как Карен, Каренни и Шан для уничтожения или «Бирмизации». Однако эти действия не получили широкой огласки со стороны международного сообщества, поскольку их затмили происходящие одновременно с этим более вопиющие случаи массовых убийств в других странах, например Руанде. Согласно Amnesty International, мусульманский народ рохинджа страдает от нарушений прав человека при бирманской хунте с 1978 года; многие бежали в соседний Бангладеш.

## Преследование мусульман
Мусульманский народ рохинджа постоянно сталкивается с нарушениями прав человека со стороны бирманского режима, который отказывается признать их гражданами (несмотря на то, что в стране проживают несколько поколений) и пытается принудительно изгнать рохинджа и заселить территорию, на которой они проживают, другими народами. Эта политика привела к изгнанию приблизительно половины населения рохинджа из Бирмы. В результате, народ рохинджа стал считаться «одним из самых преследуемых меньшинств в мире».
После принятия в 1982 году Закона «О гражданстве» рохинджа были лишены своего бирманского гражданства. В 2012 году начались столкновения между этническими буддистами Ракхайна и мусульманами рохинджа, в результате которого 78 человек погибли, 87 получили ранения, были разрушены множество домов. Бунт также привел к переселению более 52 000 человек. По состоянию на июль 2012 года правительство Мьянмы не включило народ рохинджа в список этнических групп проживающих в стране, вместо этого они были названы «бенгальскими мусульманами из Бангладеша».

## Беспорядки в штате Ракхайн
Беспорядки в штате Ракхайн — серия продолжающихся конфликтов между мусульманами рохинджа и народом ракхайн в северном штате Ракхайн в 2012 году. Беспорядки произошли после нескольких недель религиозных конфликтов и были осуждены представителями обеих сторон. Непосредственная причина беспорядков неясна, однако многие комментаторы ссылаются на убийство десяти бирманских мусульман народом Ракхайн после изнасилования и убийства 13-летней девочки бирманскими мусульманами. Правительство отреагировало введением комендантского часа и развертыванием войск в регионах. 10 июня в штате Ракхайн было объявлено чрезвычайное положение, что позволило военным участвовать в управлении регионом. Бирманская армия и полиция были обвинены в нападении на мусульман посредством массовых арестов и произвольного насилия. Ряд монашеских организаций, которые играли жизненно важную роль в борьбе Бирмы за демократию, приняли меры по блокировке любой гуманитарной помощи общине рохинджа.
В мае 2019 года Amnesty International обвинила бирманскую армию в совершении военных преступлений и других зверств в штате Ракхайн.

## Элементы насилия
30 июня 2013 года в городе Тхандве на западном побережье произошёл бунт. Он начался из-за слухов о том, что мусульманин изнасиловал несовершеннолетнюю девочку, или из-за территориального спора между штатом Ракхайн и мусульманскими всадниками тришоу. Дороги в городе и за его пределами были заблокированы.

## Этническая чистка
ООН обвинила правительство Мьянмы в этнической чистке народа рохинджа и совершении против него государственных преступлений, таких как внесудебные казни, массовые убийства, геноцид, пытки, групповые изнасилования и насильственное переселение, но Мьянма отрицает это.
В августе 2017 года сообщалось о новых массовых убийствах и сожжении деревень рохинджа армией Мьянмы.

## Свобода слова и политические свободы
В докладе организации «Международная амнистия» за 2004 год говорится, что в период с 1989 по 2004 год более 1300 политических заключенных было брошено в тюрьму после несправедливых судебных разбирательств. Заключенные, в том числе лидеры национальной лиги за демократию (НЛД) Аунг Сан Су Чжи и Тин О, «были неправомерно лишены свободы за мирные действия, которые не будут считаться преступлениями по международному праву», утверждает Amnesty International.
В докладе Freedom House отмечается, что власти произвольно обыскивают дома граждан, перехватывают почту и отслеживают телефонные разговоры, а также что владение и использование телефонов, факсов, компьютеров, модемов и программного обеспечения криминализируются.
По данным Ассоциации содействия политическим заключенным, в Бирме насчитывалось 1547 политических заключенных — их число удвоилось с 1100 в 2006 году до 2123 в 2008 году. По состоянию на апрель 2013 года, в бирманских тюрьмах находилось 176 политических заключенных.
Политические заключенные могут содержаться под стражей по обвинениям, казалось бы, не связанным с политикой, что усложняет дело их освобождения.

## Свобода прессы
Бирманские СМИ жестко контролируются правительством. Газеты, журналы и другие издания находятся в ведении Министерства информации и подвергаются жесткой цензуре перед публикацией. Репортеры сталкиваются с серьёзными последствиями для критики правительственных чиновников, политики или даже репортажей о критике. Ограничения на цензуру СМИ были значительно ослаблены в августе 2012 года после демонстраций сотен протестующих, носивших футболки с требованием к правительству «прекратить убивать прессу».
Наиболее значительные изменения произошли в форме того, что медиа-организации больше не должны будут представлять свое содержание цензурному совету до публикации.
3 сентября 2018 года суд Мьянмы приговорил двух бирманских репортеров, работающих на Reuters, к семи годам тюрьмы якобы за нарушение государственной тайны.

## Права детей
По данным Human Rights Watch, вербовка и похищение детей в Вооружённые силы является обычным делом. По оценкам, 70.000 из 350—400 тыс. солдат страны являются детьми. Имеются также многочисленные сообщения о широко распространенном детском труде.
Дети-солдаты играли и продолжают играть важную роль в бирманской армии, а также в бирманских повстанческих движениях. The Independent сообщила в июне 2012 года, что «дети продаются в качестве призывников в бирманские вооруженные силы всего за 40 долларов и мешок риса или банку бензина». Специальный представитель генерального секретаря ООН по вопросу о детях и вооруженных конфликтах Радхика Кумарасвами 5 июля 2012 года встретилась с представителями правительства Мьянмы и заявила о том, что надеется, что подписание правительством Плана действий будет «свидетельствовать о трансформации».
В сентябре 2012 года бирманская армия освободила 42 ребёнка-солдата. Состоялась встреча представителей Международной организации труда с представителями правительства, на которой была достигнута договорённость об обеспечении освобождения большего числа детей-солдат.

## Санкционированные государством пытки и изнасилования
В докладе Шанского правозащитного фонда за 2002 год содержится подробная информация о 173 случаях изнасилования и других формах сексуального насилия с участием 625 девочек и женщин, совершенных войсками «Татмадау» (бирманской армии) в штате Шан, главным образом в период с 1996 по 2001 годы. Согласно докладу, Бирманский военный режим позволяет своим войскам систематически и в широких масштабах безнаказанно совершать изнасилования затем, чтобы терроризировать и подчинять себе этнические народы Шанского государства. Кроме того, в докладе говорится, что 25 % изнасилований приводили к смерти, а в некоторых случаях тела преднамеренно демонстрировались местным общинам. 61 % были групповыми изнасилованиями; женщин насиловали на военных базах, а в некоторых случаях женщин задерживали на срок до 4 месяцев в течение которого неоднократно насиловали. Бирманское правительство опровергло выводы доклада, заявив, что повстанцы несут ответственность за насилие в регионе.
Правозащитные организации, такие как «Amnesty International», также сообщают о частых пытках заключенных, включая политических заключенных.

## Принудительный труд
По данным Международной Конфедерации свободных профсоюзов, несколько сотен тысяч мужчин, женщин, детей и пожилых людей вынуждены работать, принуждаемые администрацией. Лица, отказывающиеся работать, могут стать жертвами пыток, изнасилований или убийств. Международная организация труда постоянно призывает Бирму прекратить практику принудительного труда с 1960-х гг. В июне 2000 г. Конференция МОТ приняла резолюцию, призывающую правительства всех стран прекратить любые отношения со странами, которые могли бы помочь хунте продолжать использование принудительного труда.

## Право на организацию труда
Профсоюзы были запрещены, когда генерал Не Вин пришел к власти в 1962 году. В 2010 году на фоне растущих призывов к реформированию Трудового законодательства на ряде швейных фабрик в Рангуне были приняты неофициальные промышленные меры, вызывающие обеспокоенность на правительственном уровне. В октябре 2011 года было объявлено, что профсоюзы были легализованы новым законом.

## Осуждение
В знаковом судебном деле некоторые правозащитные группы подали в суд на корпорацию Unocal, ранее известную как Union Oil of California, а теперь являющуюся частью корпорации Chevron. Они обвинили Unocal в том, что с начала 1990-х годов компания сотрудничает с диктаторами в Бирме, чтобы превратить тысячи своих граждан в виртуальных рабов, не понимая, о гражданах США или Мьянмы идёт речь и почему рабы виртуальные. «Юнокал», прежде чем быть купленной, заявила, что не имеет никакой информации или связи с этими предполагаемыми действиями, хотя она продолжает работать в Бирме. Это был первый случай, когда американская корпорация была подвергнута преследованию в суде США на том основании, что компания нарушила права человека в другой стране.
В докладе Freedom House «Свобода в мире 2004» отмечается, что «хунта контролирует судебную систему, подавляет все основные права и безнаказанно совершает нарушения прав человека. Военные офицеры занимают все должности в кабинете министров, а действующие или отставные офицеры занимают все высшие должности во всех министерствах. Официально коррупция свирепствует как на высшем, так и на местном уровнях».
Брэд Адамс, директор азиатского отдела Human Rights Watch, в своем выступлении в 2004 году охарактеризовал положение в области прав человека в стране как ужасающее: «Бирма является хрестоматийным примером полицейского государства. Правительственные информаторы и шпионы вездесущи. Среднестатистические бирманцы боятся разговаривать с иностранцами, за исключением самых поверхностных манер, опасаясь, что позже их вызовут на допрос или ещё что похуже. Нет никакой свободы слова, собраний или ассоциаций».
В 2005—2007 годах НПО обнаружили, что нарушения прав человека включают отсутствие независимой судебной системы, ограничения доступа к Интернету через цензуру на основе программного обеспечения, что принудительный труд, торговля людьми и детский труд являются общими, и что сексуальное насилие широко используется в качестве инструмента контроля, включая систематические изнасилования и взятие сексуальных рабов в качестве носильщиков для военных.
Сильное женское продемократическое движение сформировалось в изгнании, в основном вдоль тайской границы и в Чиангмае. Было также заявлено о растущем международном движении в защиту прав человека женщин.
В пресс-релизе от 16 декабря 2005 года Госдепартамент США заявил, что участие ООН в Мьянме имеет важное значение и перечислил незаконный оборот наркотиков, нарушения прав человека и политические репрессии в качестве серьёзных проблем Мьянмы, которые необходимо решить ООН.
По данным правозащитников и пропагандистов (ППЧ), 18 апреля 2007 года несколько её членов (Мьинт Ай, Маунг Маунг Лей, Тин Маунг ОО и Инь Чжи) были встречены примерно сотней человек во главе с местным чиновником у Нюн ОО и избиты. В результате нападения Мьинт Хлаинг и Маунг Маунг Лэй были тяжело ранены и впоследствии госпитализированы. ППЧ утверждала, что это нападение было совершено при попустительстве властей, и поклялась принять законные меры. Организация «Правозащитники и пропагандисты» была создана в 2002 году для повышения осведомленности населения Бирмы об их правах человека.
В апреле 2019 года ООН назначила американского прокурора главой независимой группы, которая будет расследовать нарушения прав человека в нестабильном штате Ракхайн Мьянмы, сосредоточив внимание на зверствах, совершенных против мусульман рохинджа. Однако правящая в Мьянме политическая партия «Национальная Лига за демократию» не одобрила новый механизм расследования ООН.